# Copa Mundial Femenina de Fútbol de 2023
La Copa Mundial Femenina de la FIFA Australia/Nueva Zelanda 2023™ (en inglés: FIFA Women's World Cup Australia/New Zealand 2023™) fue la novena edición de la Copa Mundial Femenina de Fútbol organizada por la FIFA. 
Se llevó a cabo en Australia y Nueva Zelanda, siendo la primera vez que una candidatura conjunta gana la sede de un mundial femenino, y la primera oportunidad en la que se realiza la copa en el continente oceánico. Sumado a ello, es el primer campeonato de fútbol organizado por la FIFA que se realizó en dos confederaciones diferentes: la Federación de Fútbol de Australia es miembro de la Confederación Asiática de Fútbol (AFC), mientras que la Asociación de Fútbol de Nueva Zelanda pertenece a la Confederación de Fútbol de Oceanía (OFC). Además, fue la primera edición que contó con la participación de 32 selecciones, tras la aprobación del Consejo de la FIFA del 31 de julio de 2019.

## Elección del país anfitrión
El proceso de candidatura para albergar la Copa Mundial Femenina de la FIFA de 2023 inició el 19 de febrero de 2019. Posteriormente, tras la ampliación a 32 equipos, las fechas se modificaron y las federaciones miembros tenían hasta el 16 de agosto de 2019 para enviar una declaración de interés y hasta el 2 de septiembre de 2019 para realizar el registro oficial de candidatura.
Finalmente, nueve candidaturas mostraron su interés: Argentina, Australia, Bolivia, Brasil, Colombia, Corea del Norte/Corea del Sur, Japón, Nueva Zelanda y Sudáfrica. Más adelante, Australia y Nueva Zelanda anunciaron una candidatura conjunta. Bélgica expresó interés en albergar el torneo después de anunciarse una nueva fecha límite. Pero finalmente se retiró antes de su candidatura oficial.
La organización de la Copa Mundial Femenina de Fútbol incluía (originalmente) los derechos para organizar la Copa Mundial Femenina de Fútbol Sub-20 el año anterior al mundial de mayores. Sin embargo, la pandemia de covid-19 obligó a la FIFA a cambiar el calendario internacional. La elección de la sede del Mundial 2023 fue anunciada el 25 de junio de 2020, donde el presidente de la FIFA anunció a Australia y Nueva Zelanda como anfitrionas del torneo superando a la candidatura de Colombia en la votación del Consejo de la FIFA.
Las candidaturas para acoger el torneo fueron:
- Candidaturas oficiales

1. Australia/ Nueva Zelanda
2. Colombia

- Candidaturas retiradas

1. Brasil
2. Japón[6]

- Candidaturas descartadas

Las federaciones mostraron una declaración de interés para ser sede del torneo. Pero se retiraron antes de aprobarse su candidatura oficial o no presentaron la documentación requerida ante la FIFA.
1. Argentina[7]
2. Bélgica
3. Bolivia[8]
4. Corea del Norte/ Corea del Sur
5. Sudáfrica[7]

| Candidaturas             | Votos   | Votos |
| Candidaturas             | Ronda 1 |       |
| ------------------------ | ------- | ----- |
| Australia/ Nueva Zelanda | 22      |       |
| Colombia                 | 13      |       |
| Abstenciones             | 0       |       |
| Votos totales            | 35      |       |

## Organización

### Sedes
| Perth Melbourne Sídney Brisbane Adelaida |                              |                      |                                  |
| Perth Melbourne Sídney Brisbane Adelaida | Australia                    | Australia            | Australia                        |
| Perth Melbourne Sídney Brisbane Adelaida | Adelaida                     | Brisbane             | Melbourne                        |
| ---------------------------------------- | ---------------------------- | -------------------- | -------------------------------- |
| Perth Melbourne Sídney Brisbane Adelaida | Australia Meridional         | Queensland           | Victoria                         |
| Perth Melbourne Sídney Brisbane Adelaida | Estadio Hindmarsh            | Estadio de Brisbane  | Estadio Rectangular de Melbourne |
| Perth Melbourne Sídney Brisbane Adelaida | Capacidad: 18 435            | Capacidad: 52 263    | Capacidad: 30 052                |
| Perth Melbourne Sídney Brisbane Adelaida |                              |                      |                                  |
| Perth Melbourne Sídney Brisbane Adelaida | Perth                        | Sídney               | Sídney                           |
| Perth Melbourne Sídney Brisbane Adelaida | Australia Occidental         | Nueva Gales del Sur  | Nueva Gales del Sur              |
| Perth Melbourne Sídney Brisbane Adelaida | Estadio Rectangular de Perth | Estadio de Australia | Estadio de Fútbol de Sídney      |
| Perth Melbourne Sídney Brisbane Adelaida | Capacidad: 22 225            | Capacidad: 83 500    | Capacidad: 42 512                |
| Perth Melbourne Sídney Brisbane Adelaida |                              |                      |                                  |

| Región de Auckland | Región de Otago                |
| Eden Park          | Estadio de Dunedin             |
| Capacidad: 48 276  | Capacidad: 28 744              |
|                    |                                |
| Hamilton           | Wellington                     |
| Región de Waikato  | Región de Wellington           |
| Estadio Waikato    | Estadio Regional de Wellington |
| Capacidad: 25 111  | Capacidad: 39 000              |
|                    |                                |

### Lista de árbitras
La FIFA anunció una lista de treinta y tres árbitras, provenientes de las seis confederaciones continentales. A ella deben sumarse cincuenta y cinco árbitras asistentes, y los colegiados que formarán parte del equipo de videoarbitraje (VAR). Se indica entre paréntesis el número de ediciones en que han participado anteriormente.
AFC
- Kate Jacewicz (1)
- Kim Yu-jeong
- Oh Hyeon-jeong
- Casey Reibelt (1)
- Yoshimi Yamashita (1)

CAF
- Bouchra Karboubi
- Akhona Makalima
- Salima Mukansanga (1)
- Vincentia Amedome

Concacaf
- Marianela Araya
- Marie-Soleil Beaudoin (1)
- Melissa Borjas (2)
- Katia Itzel García
- Ekaterina Koroleva (1)
- Myriam Marcotte
- Tori Penso

Conmebol
- Edina Alves (1)
- Emikar Calderas
- Anahí Fernández
- María Carvajal (1)
- Laura Fortunato (1)

OFC
- Anna-Marie Keighley (2)

UEFA
- Iuliana Demetrescu
- Maria Sole Ferrieri
- Cheryl Foster
- Stéphanie Frappart (2)
- Marta Huerta de Aza
- Lina Lehtovaara
- Ivana Martinčić
- Kateryna Monzul (2)
- Tess Olofsson
- Esther Staubli (2)
- Rebecca Welch

### Árbitras asistentes
AFC
- Makoto Bozono
- Joanna Charaktis
- Kim Kyoung-min
- Lee Seul-gi
- Park Mi-suk
- Heba Saadieh
- Naomi Teshirogi
- Ramina Tsoi
- Xie Lijun

CAF
- Carine Atezambong Fomo
- Diana Chikotesha
- Soukaina Hamdi
- Fatiha Jermoumi
- Fanta Koné
- Mary Njoroge
- Queency Victoire

Concacaf
- Chantal Boudreau
- Enedina Caudillo
- Karen Díaz
- Felisha Mariscal
- Brooke Mayo
- Kathryn Nesbitt
- Shirley Perelló
- Sandra Ramírez
- Mijensa Rensch
- Stephanie Yee Sing

Conmebol
- Mariana de Almeida
- Daiana Milone
- Leila Moreira da Cruz
- Neuza Back
- Loreto Toloza
- Leslie Vásquez
- Mary Blanco
- Mónica Amboya
- Migdalia Rodríguez

OFC
- Sarah Jones
- Maria Salamasina

UEFA
- Katrin Rafalski
- Polyxeni Irodotou
- Sanja Rođak-Karšić
- Élodie Coppola
- Manuela Nicolosi
- Karolin Kaivoja
- Guadalupe Porras Ayuso
- Chrysoula Kourompylia
- Franca Overtoom
- Anita Vad
- Francesca Di Monte
- Natalie Aspinall
- Michelle O'Neill
- Lucie Ratajová
- Paulina Baranowska
- Mihaela Țepușă
- Susanne Küng
- Maryna Striletska

### Lista de árbitros asistentes de video (VAR)
La FIFA anunció una lista de diecinueve árbitros, provenientes de cinco de las seis confederaciones continentales (Conmebol, UEFA, Concacaf, CAF y AFC).
AFC
- Abdulla Al-Marri
- Muhammad Bin Jahari

CAF
- Adil Zourak

Concacaf
- Carol-Anne Chenard
- Drew Fischer
- Tatiana Guzmán
- Armando Villarreal

Conmebol
- Salomé Di Iorio
- Daiane Muniz dos Santos
- Nicolás Gallo
- Juan Soto

UEFA
- Marco Fritz
- Ella De Vries
- Juan Martínez Munuera
- Alejandro José Hernández Hernández
- Massimiliano Irrati
- Sian Massey-Ellis
- Pol van Boekel

## Símbolos y mercadeo

### Mascota
La mascota oficial se presentó el 19 de octubre de 2022. El nombre de la mascota es Tazuni. Es una pingüino joven de quince años. Su nombre es una fusión de las palabras «mar de Tasmania», que ella considera su hogar, y «unidad». Representa a un pingüino pequeño (Eudyptula minor), especie endémica tanto de Australia como de Nueva Zelanda.

### Emblema y lema
El emblema y lema de la Copa Mundial Femenina de la FIFA Australia/Nueva Zelanda 2023 fue presentado el 28 de octubre de 2021 en un programa de televisión en directo; por Optus Sport en Australia y por Sky TV en Nueva Zelanda.
El emblema presenta un balón de fútbol en la parte central, rodeado de treinta y dos coloridos cuadros que representan a los treinta y dos países participantes. Los motivos que aparecen en colores azul y verde con la leyenda AU-NZ 2023 representan los paisajes, los bosques, las tierras, las montañas, las aguas, las ciudades y los vivos colores de ambos países anfitriones, además las figuras de fondo representan a las culturas (maorí e indígenas australianas), familias y personas que viajarán y serán parte de la Copa Mundial. El emblema se complementa con el trofeo de la Copa Mundial Femenina de Fútbol y con la leyenda FIFA Women's World Cup.
El lema oficial es «Beyond Greatness™», que se traduce al español como Grandeza sin límites.

### Canción oficial
El tema oficial para dicho evento es «Unity», de la cantante británica Kelly Lee Owens, mientras que la canción oficial del torneo es «Do It Again», interpretada por la neozelandesa BENEE y la australiana Mallrat. Do It Again.

### Balón oficial

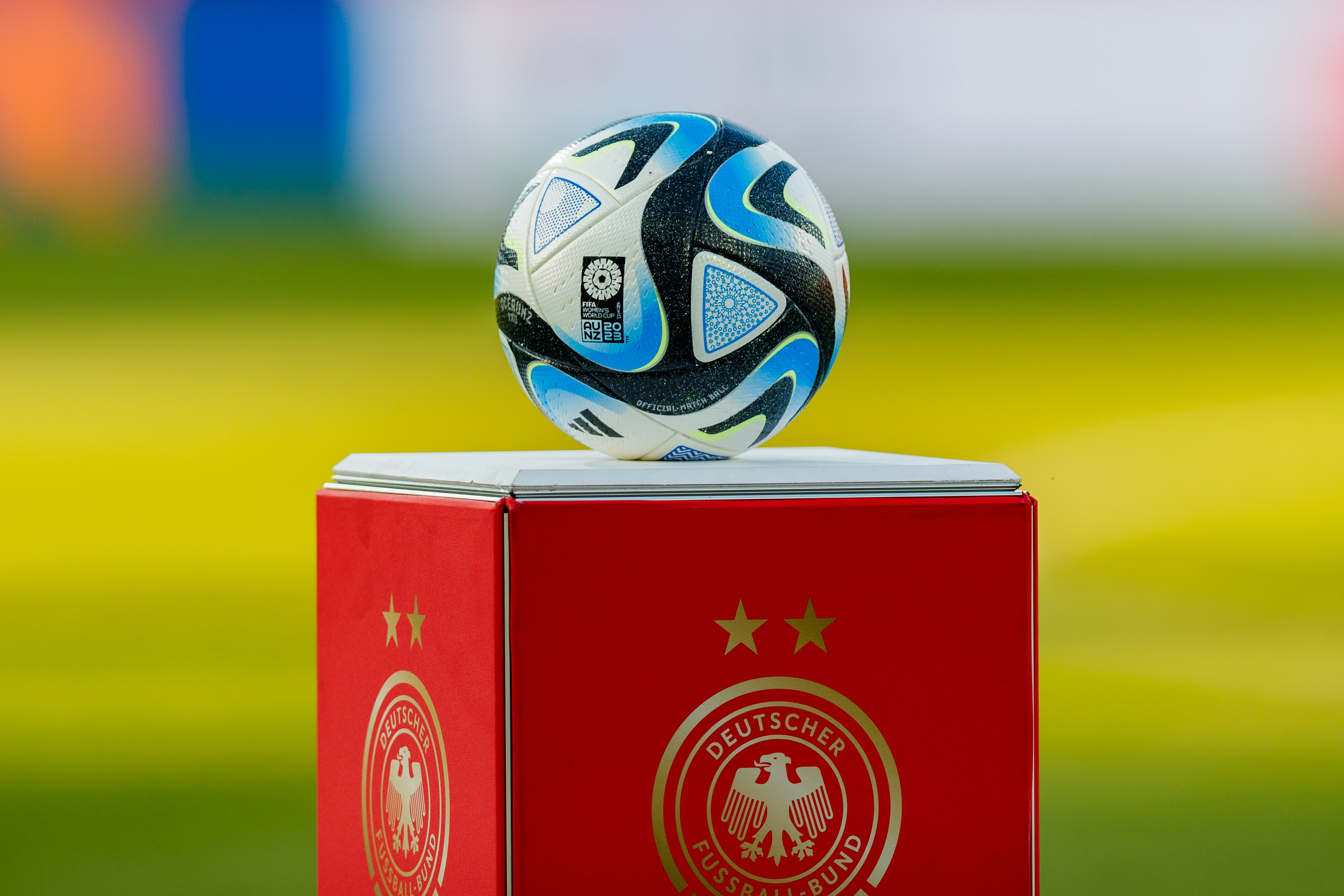
Adidas OCEAUNZ

OCEAUNZ, el nombre del balón oficial, refleja la unión de Australia y Aotearoa (nombre maorí de Nueva Zelanda) como naciones anfitrionas del torneo. Su diseño está inspirado en los paisajes naturales únicos de las dos naciones anfitrionas, con imágenes que recuerdan las vastas montañas de Aotearoa, Nueva Zelanda y la conexión de Australia con el Océano Índico.

### Patrocinios
| Adidas      |
| Coca-Cola   |
| Hyundai–Kia |
| Wanda       |

| VISA |
| Xero |

| Algorand   |
| Budweiser  |
| Globant    |
| McDonald's |
| Unilever   |

| Commonwealth Bank   |
| Frito-Lay           |
| Inter Rapidísimo    |
| Team Global Express |

## Ceremonia de apertura
La ceremonia de apertura del torneo tuvo lugar en el Eden Park de Auckland, el 20 de julio de 2023, antes del partido inaugural de la competencia entre Nueva Zelanda y Noruega. Los artistas que aparecerían en la ceremonia de apertura incluían a la cantante neozelandesa Benee y la cantante australiana Mallrat. Interpretaron la canción oficial del torneo, "Do it Again". La ceremonia incluyó color y cultura representando al pueblo maorí de Nueva Zelanda y al pueblo indígena de Australia, y también se realizó un haka.

### Incidente armado
Unas horas antes de la ceremonia de apertura, se produjo un tiroteo en el centro de Auckland durante el cual murieron al menos tres personas, incluido el agresor. Durante la ceremonia se guardó un minuto de silencio por las víctimas del atentado.

## Formato de competición
Los treinta y dos equipos que participan en la fase final se dividen en ocho grupos de cuatro equipos cada uno. 
Dentro de cada grupo se enfrentan una vez entre sí, mediante el sistema de todos contra todos. Según el resultado de cada partido se otorgan tres puntos al ganador, un punto a cada equipo en caso de empate, y ninguno al perdedor.
Pasan a la siguiente ronda los dos equipos de cada grupo mejor ubicados en la tabla de posiciones final. Según lo establecido en el artículo 32, sección 5 del reglamento del torneo, el orden de clasificación se determina teniendo en cuenta los siguientes criterios, en orden de preferencia:
1. El mayor número de puntos obtenidos.
2. La mayor diferencia de goles.
3. El mayor número de goles a favor.

Si dos o más equipos quedan igualados según los criterios anteriores, se usarán los siguientes criterios:
1. El mayor número de puntos obtenidos en los partidos entre los equipos en cuestión.
2. La mayor diferencia de goles en esos mismos enfrentamientos.
3. El mayor número de goles anotados por cada equipo en los partidos disputados entre sí.
4. Puntos de juego limpio.
5. Sorteo del comité organizador de la Copa Mundial.

El sistema de puntos de juego limpio toma en consideración las tarjetas amarillas y rojas recibidas en todos los partidos de la fase de grupos, deduciendo puntos como se indica en la siguiente lista:
- primera tarjeta amarilla: menos 1 punto
- tarjeta roja indirecta (segunda tarjeta amarilla): menos 3 puntos
- tarjeta roja directa: menos 4 puntos
- tarjeta amarilla y roja directa: menos 5 puntos.

La segunda ronda incluye todas las fases desde los octavos de final hasta la final. El ganador de cada partido pasa a la siguiente fase y el perdedor queda eliminado. Los equipos perdedores de las semifinales juegan un partido por el tercer puesto. En el partido final, el ganador obtiene la Copa del Mundo.
En todas las instancias finales, si el partido termina empatado se juega un tiempo suplementario. Si el resultado sigue igualado tras la prórroga, se define con tiros desde el punto penal.

## Equipos participantes

### Clasificación
El 24 de diciembre de 2020, el Bureau del Consejo de la FIFA  confirmó la nueva asignación de las 32 plazas.
- AFC: 6 cupos*
- CAF: 4 cupos
- Concacaf: 4 cupos
- Conmebol: 3 cupos
- OFC: 1 cupo*
- UEFA: 11 cupos
- Repesca Intercontinental: 3 cupos

(*) Australia y Nueva Zelanda tomarán directamente un cupo asignado a sus confederaciones, la AFC y a la OFC respectivamente.
- Cupos disponibles para participar en la Repesca Intercontinental de 2023:
  - AFC: 2 cupos
  - CAF: 2 cupos
  - Concacaf: 2 cupos
  - Conmebol: 2 cupos
  - OFC: 1 cupo
  - UEFA: 1 cupo

En cursiva los 8 equipos debutantes.
| Confederación | Confederación | Confederación | Confederación | Confederación | Confederación |
| ------------- | ------------- | ------------- | ------------- | ------------- | ------------- |
| AFC           | CAF           | Concacaf      | Conmebol      | OFC           | UEFA          |

| Equipos participantes | Equipos participantes | Equipos participantes | Equipos participantes |
| --------------------- | --------------------- | --------------------- | --------------------- |
| Alemania              | Costa Rica            | Irlanda               | Países Bajos          |
| Argentina             | Dinamarca             | Italia                | Panamá                |
| Australia             | España                | Jamaica               | Portugal              |
| Brasil                | Estados Unidos        | Japón                 | Sudáfrica             |
| Canadá                | Filipinas             | Marruecos             | Suecia                |
| China                 | Francia               | Nigeria               | Suiza                 |
| Colombia              | Haití                 | Noruega               | Vietnam               |
| Corea del Sur         | Inglaterra            | Nueva Zelanda         | Zambia                |

### Sorteo
El sorteo oficial se realizó el 22 de octubre de 2022 a las 19:30 (UTC+13 NZDT) en el Aotea Centre en Auckland, Nueva Zelanda.

Los bombos fueron ordenados de acuerdo a la clasificación mundial femenina de la FIFA publicada el 13 de octubre de 2022.  A excepción de la UEFA, los equipos de la misma confederación no podrán quedar encuadrados en el mismo grupo.
Nueva Zelanda y Australia (anfitrionas) fueron asignadas a las posiciones A1 y B1 respectivamente.
| Bombo 1 | Bombo 2                                                                                                  | Bombo 3 | Bombo 4 |
| --- | --- | --- | --- |
| Nueva Zelanda (22) (coanfitrión) Australia (13) (coanfitrión) Estados Unidos (1) Suecia (2) Alemania (3) Inglaterra (4) Francia (5) España (6) | Canadá (7) Países Bajos (8) Brasil (9) Japón (11) Noruega (12) Italia (14) China (15) Corea del Sur (17) | Dinamarca (18) Suiza (21) Irlanda (24) Colombia (27) Argentina (29) Vietnam (34) Costa Rica (37) Jamaica (43) | Nigeria (45) Filipinas (53) Sudáfrica (54) Marruecos (76) Zambia (81) Portugal (22) Haití (55) Panamá (57) |

## Fase de grupos
El calendario del torneo fue publicado oficialmente el 1 de diciembre de 2021. La FIFA anunció que los horarios se publicarían tras el sorteo.

- Los horarios son correspondientes a la hora local de verano en Nueva Zelanda (UTC+12) y las ciudades australianas de Perth (UTC+8), Adelaida (UTC+9:30), Sídney, Melbourne y Brisbane (UTC+10).

### Grupo A
| Equipo        | Pts. | PJ | PG | PE | PP | GF | GC | Dif. |
| ------------- | ---- | -- | -- | -- | -- | -- | -- | ---- |
| Suiza         | 5    | 3  | 1  | 2  | 0  | 2  | 0  | 2    |
| Noruega       | 4    | 3  | 1  | 1  | 1  | 6  | 1  | 5    |
| Nueva Zelanda | 4    | 3  | 1  | 1  | 1  | 1  | 1  | 0    |
| Filipinas     | 3    | 3  | 1  | 0  | 2  | 1  | 8  | –7   |

| 20 de julio de 2023                                                          | Nueva Zelanda | 1:0 (0:0) | Noruega | Eden Park, Auckland                                        |                                                            |
| 19:00 (UTC+12)                                                               | Wilkinson 48' | Reporte   |         | Asistencia: 42 137 espectadores Árbitra: Yoshimi Yamashita | Asistencia: 42 137 espectadores Árbitra: Yoshimi Yamashita |
| Primera victoria de Nueva Zelanda en la historia de los mundiales femeninos. |               |           |         |                                                            |                                                            |

| 21 de julio de 2023                                                      | Filipinas | 0:2 (0:1) | Suiza                            | Estadio de Dunedin, Dunedin                                |                                                            |
| 17:00 (UTC+12)                                                           |           | Reporte   | Bachmann 45' (pen.) · Piubel 64' | Asistencia: 13 711 espectadores Árbitra: Vincentia Amedome | Asistencia: 13 711 espectadores Árbitra: Vincentia Amedome |
| Filipinas hizo su debut absoluto en una Copa Mundial Femenina de Fútbol. |           |           |                                  |                                                            |                                                            |

| 25 de julio de 2023 | Nueva Zelanda | 0:1 (0:1) | Filipinas  | Estadio Regional, Wellington                          |                                                       |
| 17:30 (UTC+12) |               | Reporte   | Bolden 24' | Asistencia: 32 357 espectadores Árbitra: Katia García | Asistencia: 32 357 espectadores Árbitra: Katia García |
| Primera victoria de Filipinas en la historia de los mundiales femeninos; además, Sarina Bolden convirtió el primer gol filipino en una Copa del Mundo Femenina. |               |           |            |                                                       |                                                       |

| 25 de julio de 2023 | Suiza | 0:0     | Noruega | Estadio Waikato, Hamilton                                   |                                                             |
| 20:00 (UTC+12)      |       | Reporte |         | Asistencia: 10 769 espectadores Árbitra: Stéphanie Frappart | Asistencia: 10 769 espectadores Árbitra: Stéphanie Frappart |

| 30 de julio de 2023 | Suiza | 0:0     | Nueva Zelanda | Estadio de Dunedin, Dunedin                         |                                                     |
| 19:00 (UTC+19) |       | Reporte |               | Asistencia: 25 947 espectadores Árbitra: Tori Penso | Asistencia: 25 947 espectadores Árbitra: Tori Penso |
| Nueva Zelanda se convirtió en el primer equipo anfitrión en ser eliminado en fase de grupos en la historia de la Copa Mundial Femenina. |       |         |               |                                                     |                                                     |

| 30 de julio de 2023 | Noruega                                                                               | 6:0 (3:0) | Filipinas | Eden Park, Auckland                                            |                                                                |
| 19:00 (UTC+12)      | Román Haug 6', 17', 90+5' · Graham Hansen 31' · Barker 48' (a.g.) · Reiten 53' (pen.) | Reporte   |           | Asistencia: 34 697 espectadores Árbitra: Marie-Soleil Beaudoin | Asistencia: 34 697 espectadores Árbitra: Marie-Soleil Beaudoin |

### Grupo B
| Equipo    | Pts. | PJ | PG | PE | PP | GF | GC | Dif. |
| --------- | ---- | -- | -- | -- | -- | -- | -- | ---- |
| Australia | 6    | 3  | 2  | 0  | 1  | 7  | 3  | 4    |
| Nigeria   | 5    | 3  | 1  | 2  | 0  | 3  | 2  | 1    |
| Canadá    | 4    | 3  | 1  | 1  | 1  | 2  | 5  | –3   |
| Irlanda   | 1    | 3  | 0  | 1  | 2  | 1  | 3  | –2   |

| 20 de julio de 2023                                                    | Australia         | 1:0 (0:0) | Irlanda | Estadio de Australia, Sídney                                 |                                                              |
| 20:00 (UTC+10)                                                         | Catley 58' (pen.) | Reporte   |         | Asistencia: 75 784 espectadores Árbitra: Edina Alves Batista | Asistencia: 75 784 espectadores Árbitra: Edina Alves Batista |
| Irlanda hizo su debut absoluto en una Copa Mundial Femenina de Fútbol. |                   |           |         |                                                              |                                                              |

| 21 de julio de 2023 | Nigeria | 0:0     | Canadá | Estadio Rectangular, Melbourne                           |                                                          |
| 12:30 (UTC+10)      |         | Reporte |        | Asistencia: 21 410 espectadores Árbitra: Lina Lehtovaara | Asistencia: 21 410 espectadores Árbitra: Lina Lehtovaara |

| 26 de julio de 2023 | Canadá                           | 2:1 (1:1) | Irlanda   | Estadio Rectangular, Perth                               |                                                          |
| 20:00 (UTC+8) | Connolly 45+5' (a.g.) · Leon 53' | Reporte   | McCabe 4' | Asistencia: 17 065 espectadores Árbitra: Laura Fortunato | Asistencia: 17 065 espectadores Árbitra: Laura Fortunato |
| Katie McCabe convirtió el primer gol de Irlanda en una Copa del Mundo Femenina, que también fue el primer gol olímpico en la historia de los mundiales femeninos. |                                  |           |           |                                                          |                                                          |

| 27 de julio de 2023 | Australia                         | 2:3 (1:1) | Nigeria                              | Estadio de Brisbane, Brisbane                           |                                                         |
| 20:00 (UTC+10)      | Van Egmond 45+1' · Kennedy 90+10' | Reporte   | Kanu 45+6' · Ohale 65' · Oshoala 72' | Asistencia: 49 156 espectadores Árbitra: Esther Staubli | Asistencia: 49 156 espectadores Árbitra: Esther Staubli |

| 31 de julio de 2023 | Canadá | 0:4 (0:2) | Australia                                       | Estadio Rectangular, Melbourne                              |                                                             |
| 20:00 (UTC+10)      |        | Reporte   | Raso 9', 39' · Fowler 58' · Catley 90+4' (pen.) | Asistencia: 27 706 espectadores Árbitra: Stéphanie Frappart | Asistencia: 27 706 espectadores Árbitra: Stéphanie Frappart |

| 31 de julio de 2023 | Irlanda | 0:0     | Nigeria | Estadio de Brisbane, Brisbane                         |                                                       |
| 20:00 (UTC+10)      |         | Reporte |         | Asistencia: 24 884 espectadores Árbitra: Katia García | Asistencia: 24 884 espectadores Árbitra: Katia García |

### Grupo C
| Equipo     | Pts. | PJ | PG | PE | PP | GF | GC | Dif. |
| ---------- | ---- | -- | -- | -- | -- | -- | -- | ---- |
| Japón      | 9    | 3  | 3  | 0  | 0  | 11 | 0  | 11   |
| España     | 6    | 3  | 2  | 0  | 1  | 8  | 4  | 4    |
| Zambia     | 3    | 3  | 1  | 0  | 2  | 3  | 11 | –8   |
| Costa Rica | 0    | 3  | 0  | 0  | 3  | 1  | 8  | –7   |

| 21 de julio de 2023 | España                                            | 3:0 (3:0) | Costa Rica | Estadio Regional, Wellington                           |                                                        |
| 19:30 (UTC+12)      | Del Campo 21' (a.g.) · Bonmatí 23' · González 27' | Reporte   |            | Asistencia: 22 966 espectadores Árbitra: Casey Reibelt | Asistencia: 22 966 espectadores Árbitra: Casey Reibelt |

| 22 de julio de 2023                                                   | Zambia | 0:5 (0:1) | Japón                                                              | Estadio Waikato, Hamilton                              |                                                        |
| 19:00 (UTC+12)                                                        |        | Reporte   | Miyazawa 43', 62' · Mi. Tanaka 55' · Endō 71' · Ueki 90+11' (pen.) | Asistencia: 16 111 espectadores Árbitra: Tess Olofsson | Asistencia: 16 111 espectadores Árbitra: Tess Olofsson |
| Zambia hizo su debut absoluto en una Copa Mundial Femenina de Fútbol. |        |           |                                                                    |                                                        |                                                        |

| 26 de julio de 2023 | Japón                    | 2:0 (2:0) | Costa Rica | Estadio de Dunedin, Dunedin                                |                                                            |
| 17:00 (UTC+12)      | Naomoto 25' · Fujino 27' | Reporte   |            | Asistencia: 6992 espectadores Árbitra: Maria Sole Ferrieri | Asistencia: 6992 espectadores Árbitra: Maria Sole Ferrieri |

| 26 de julio de 2023 | España                                             | 5:0 (2:0) | Zambia | Eden Park, Auckland                                     |                                                         |
| 19:30 (UTC+12)      | Abelleira 9' · Hermoso 13', 70' · Redondo 69', 85' | Reporte   |        | Asistencia: 20 983 espectadores Árbitra: Oh Hyeon-jeong | Asistencia: 20 983 espectadores Árbitra: Oh Hyeon-jeong |

| 31 de julio de 2023 | Japón                                         | 4:0 (3:0) | España | Estadio Regional, Wellington                                |                                                             |
| 19:00 (UTC+12)      | Miyazawa 12', 40' · Ueki 29' · Mi. Tanaka 82' | Reporte   |        | Asistencia: 20 957 espectadores Árbitra: Ekaterina Koroleva | Asistencia: 20 957 espectadores Árbitra: Ekaterina Koroleva |

| 31 de julio de 2023 | Costa Rica  | 1:3 (0:2) | Zambia                                              | Estadio Waikato, Hamilton                               |                                                         |
| 19:00 (UTC+12) | Herrera 47' | Reporte   | Mweemba 3' · B. Banda 31' (pen.) · Kundananji 90+3' | Asistencia: 8117 espectadores Árbitra: Bouchra Karboubi | Asistencia: 8117 espectadores Árbitra: Bouchra Karboubi |
| Primera victoria de Zambia en la historia de los mundiales femeninos; además, Lushomo Mweemba convirtió el primer gol zambiano en una Copa del Mundo Femenina. |             |           |                                                     |                                                         |                                                         |

### Grupo D
| Equipo     | Pts. | PJ | PG | PE | PP | GF | GC | Dif. |
| ---------- | ---- | -- | -- | -- | -- | -- | -- | ---- |
| Inglaterra | 9    | 3  | 3  | 0  | 0  | 8  | 1  | 7    |
| Dinamarca  | 6    | 3  | 2  | 0  | 1  | 3  | 1  | 2    |
| China      | 3    | 3  | 1  | 0  | 2  | 2  | 7  | –5   |
| Haití      | 0    | 3  | 0  | 0  | 3  | 0  | 4  | –4   |

| 22 de julio de 2023                                                  | Inglaterra         | 1:0 (1:0) | Haití | Estadio de Brisbane, Brisbane                            |                                                          |
| 19:30 (UTC+10)                                                       | Stanway 29' (pen.) | Reporte   |       | Asistencia: 44 369 espectadores Árbitra: Emikar Calderas | Asistencia: 44 369 espectadores Árbitra: Emikar Calderas |
| Haití hizo su debut absoluto en una Copa Mundial Femenina de Fútbol. |                    |           |       |                                                          |                                                          |

| 22 de julio de 2023 | Dinamarca      | 1:0 (0:0) | China | Estadio Rectangular, Perth                                     |                                                                |
| 20:00 (UTC+8)       | Vangsgaard 90' | Reporte   |       | Asistencia: 16 989 espectadores Árbitra: Marie-Soleil Beaudoin | Asistencia: 16 989 espectadores Árbitra: Marie-Soleil Beaudoin |

| 28 de julio de 2023 | Inglaterra | 1:0 (1:0) | Dinamarca | Estadio de Fútbol, Sídney                              |                                                        |
| 18:30 (UTC+10)      | James 6'   | Reporte   |           | Asistencia: 40 439 espectadores Árbitra: Tess Olofsson | Asistencia: 40 439 espectadores Árbitra: Tess Olofsson |

| 28 de julio de 2023 | China                  | 1:0 (0:0) | Haití | Estadio Hindmarsh, Adelaida                                  |                                                              |
| 20:30 (UTC+9:30)    | Wang Shuang 74' (pen.) | Reporte   |       | Asistencia: 12 675 espectadores Árbitra: Marta Huerta de Aza | Asistencia: 12 675 espectadores Árbitra: Marta Huerta de Aza |

| 1 de agosto de 2023                                                                               | China                  | 1:6 (0:3) | Inglaterra                                                  | Estadio Hindmarsh, Adelaida                            |                                                        |
| 20:30 (UTC+9:30)                                                                                  | Wang Shuang 57' (pen.) | Reporte   | Russo 4' · Hemp 26' · James 41', 65' · Kelly 77' · Daly 84' | Asistencia: 13 497 espectadores Árbitra: Casey Reibelt | Asistencia: 13 497 espectadores Árbitra: Casey Reibelt |
| Primera vez que China queda eliminada en la fase de grupos de la Copa Mundial Femenina de Fútbol. |                        |           |                                                             |                                                        |                                                        |

| 1 de agosto de 2023 | Haití | 0:2 (0:1) | Dinamarca                              | Estadio Rectangular, Perth                              |                                                         |
| 19:00 (UTC+8)       |       | Reporte   | Harder 21' (pen.) · Troelsgaard 90+10' | Asistencia: 17 897 espectadores Árbitra: Oh Hyeon-jeong | Asistencia: 17 897 espectadores Árbitra: Oh Hyeon-jeong |

### Grupo E
| Equipo         | Pts. | PJ | PG | PE | PP | GF | GC | Dif. |
| -------------- | ---- | -- | -- | -- | -- | -- | -- | ---- |
| Países Bajos   | 7    | 3  | 2  | 1  | 0  | 9  | 1  | 8    |
| Estados Unidos | 5    | 3  | 1  | 2  | 0  | 4  | 1  | 3    |
| Portugal       | 4    | 3  | 1  | 1  | 1  | 2  | 1  | 1    |
| Vietnam        | 0    | 3  | 0  | 0  | 3  | 0  | 12 | –12  |

| 22 de julio de 2023                                                    | Estados Unidos               | 3:0 (2:0) | Vietnam | Eden Park, Auckland                                       |                                                           |
| 13:00 (UTC+12)                                                         | Smith 14', 45+7' · Horan 77' | Reporte   |         | Asistencia: 41 107 espectadores Árbitra: Bouchra Karboubi | Asistencia: 41 107 espectadores Árbitra: Bouchra Karboubi |
| Vietnam hizo su debut absoluto en una Copa Mundial Femenina de Fútbol. |                              |           |         |                                                           |                                                           |

| 23 de julio de 2023                                                     | Países Bajos      | 1:0 (1:0) | Portugal | Estadio de Dunedin, Dunedin                              |                                                          |
| 19:30 (UTC+12)                                                          | Van der Gragt 13' | Reporte   |          | Asistencia: 11 991 espectadores Árbitra: Kateryna Monzul | Asistencia: 11 991 espectadores Árbitra: Kateryna Monzul |
| Portugal hizo su debut absoluto en una Copa Mundial Femenina de Fútbol. |                   |           |          |                                                          |                                                          |

| 27 de julio de 2023 | Estados Unidos | 1:1 (0:1) | Países Bajos | Estadio Regional, Wellington                               |                                                            |
| 13:00 (UTC+12)      | Horan 62'      | Reporte   | Roord 17'    | Asistencia: 27 312 espectadores Árbitra: Yoshimi Yamashita | Asistencia: 27 312 espectadores Árbitra: Yoshimi Yamashita |

| 27 de julio de 2023 | Portugal                                | 2:0 (2:0) | Vietnam | Estadio Waikato, Hamilton                                |                                                          |
| 19:30 (UTC+12) | Telma Encarnação 7' · Kika Nazareth 21' | Reporte   |         | Asistencia: 6645 espectadores Árbitra: Salima Mukansanga | Asistencia: 6645 espectadores Árbitra: Salima Mukansanga |
| Primera victoria de Portugal en la historia de los mundiales femeninos; además, Telma Encarnação convirtió el primer gol portugués en una Copa del Mundo Femenina. |                                         |           |         |                                                          |                                                          |

| 1 de agosto de 2023 | Portugal | 0:0     | Estados Unidos | Eden Park, Auckland                                    |                                                        |
| 19:00 (UTC+12)      |          | Reporte |                | Asistencia: 42 958 espectadores Árbitra: Rebecca Welch | Asistencia: 42 958 espectadores Árbitra: Rebecca Welch |

| 1 de agosto de 2023 | Vietnam | 0:7 (0:5) | Países Bajos                                                                  | Estadio de Dunedin, Dunedin                            |                                                        |
| 19:00 (UTC+12)      |         | Reporte   | Martens 8' · Snoeijs 11' · Brugts 18', 57' · Roord 23', 83' · Van de Donk 45' | Asistencia: 8215 espectadores Árbitra: Ivana Martinčić | Asistencia: 8215 espectadores Árbitra: Ivana Martinčić |

### Grupo F
| Equipo  | Pts. | PJ | PG | PE | PP | GF | GC | Dif. |
| ------- | ---- | -- | -- | -- | -- | -- | -- | ---- |
| Francia | 7    | 3  | 2  | 1  | 0  | 8  | 4  | 4    |
| Jamaica | 5    | 3  | 1  | 2  | 0  | 1  | 0  | 1    |
| Brasil  | 4    | 3  | 1  | 1  | 1  | 5  | 2  | 3    |
| Panamá  | 0    | 3  | 0  | 0  | 3  | 3  | 11 | –8   |

| 23 de julio de 2023 | Francia | 0:0     | Jamaica | Estadio de Fútbol, Sídney                               |                                                         |
| 20:00 (UTC+10)      |         | Reporte |         | Asistencia: 39 045 espectadores Árbitra: María Carvajal | Asistencia: 39 045 espectadores Árbitra: María Carvajal |

| 24 de julio de 2023                                                   | Brasil                                       | 4:0 (2:0) | Panamá | Estadio Hindmarsh, Adelaida                            |                                                        |
| 20:30 (UTC+9:30)                                                      | Ary Borges 19', 39', 70' · Bia Zaneratto 48' | Reporte   |        | Asistencia: 13 142 espectadores Árbitra: Cheryl Foster | Asistencia: 13 142 espectadores Árbitra: Cheryl Foster |
| Panamá hizo su debut absoluto en una Copa Mundial Femenina de Fútbol. |                                              |           |        |                                                        |                                                        |

| 29 de julio de 2023 | Francia                    | 2:1 (1:0) | Brasil      | Estadio de Brisbane, Brisbane                          |                                                        |
| 20:00 (UTC+10)      | Le Sommer 17' · Renard 83' | Reporte   | Debinha 58' | Asistencia: 49 378 espectadores Árbitra: Kate Jacewicz | Asistencia: 49 378 espectadores Árbitra: Kate Jacewicz |

| 29 de julio de 2023                                                    | Panamá | 0:1 (0:0) | Jamaica      | Estadio Rectangular, Perth                               |                                                          |
| 20:30 (UTC+8)                                                          |        | Reporte   | A. Swaby 56' | Asistencia: 15 987 espectadores Árbitra: Kateryna Monzul | Asistencia: 15 987 espectadores Árbitra: Kateryna Monzul |
| Primera victoria de Jamaica en la historia de los mundiales femeninos. |        |           |              |                                                          |                                                          |

| 2 de agosto de 2023                                                             | Panamá                                     | 3:6 (1:4) | Francia                                                                         | Estadio de Fútbol, Sídney                                |                                                          |
| 20:00 (UTC+10)                                                                  | Cox 2' · Pinzón 64' (pen.) · L. Cedeño 87' | Reporte   | Lakrar 21' · Diani 28', 37' (pen.), 52' (pen.) · Le Garrec 45+5' · Becho 90+10' | Asistencia: 40 498 espectadores Árbitra: Laura Fortunato | Asistencia: 40 498 espectadores Árbitra: Laura Fortunato |
| Marta Cox marcó el primer gol de Panamá en una Copa Mundial Femenina de Fútbol. |                                            |           |                                                                                 |                                                          |                                                          |

| 2 de agosto de 2023                                                               | Jamaica | 0:0     | Brasil | Estadio Rectangular, Melbourne                          |                                                         |
| 20:00 (UTC+10)                                                                    |         | Reporte |        | Asistencia: 27 638 espectadores Árbitra: Esther Staubli | Asistencia: 27 638 espectadores Árbitra: Esther Staubli |
| Primera clasificación de Jamaica a una segunda fase de una Copa Mundial Femenina. |         |         |        |                                                         |                                                         |

### Grupo G
| Equipo    | Pts. | PJ | PG | PE | PP | GF | GC | Dif. |
| --------- | ---- | -- | -- | -- | -- | -- | -- | ---- |
| Suecia    | 9    | 3  | 3  | 0  | 0  | 9  | 1  | 8    |
| Sudáfrica | 4    | 3  | 1  | 1  | 1  | 6  | 6  | 0    |
| Italia    | 3    | 3  | 1  | 0  | 2  | 3  | 8  | –5   |
| Argentina | 1    | 3  | 0  | 1  | 2  | 2  | 5  | –3   |

| 23 de julio de 2023 | Suecia                   | 2:1 (0:0) | Sudáfrica  | Estadio Regional, Wellington                                |                                                             |
| 17:00 (UTC+12)      | Rolfö 65' · Ilestedt 90' | Reporte   | Magaia 48' | Asistencia: 18 317 espectadores Árbitra: Ekaterina Koroleva | Asistencia: 18 317 espectadores Árbitra: Ekaterina Koroleva |

| 24 de julio de 2023 | Italia      | 1:0 (0:0) | Argentina | Eden Park, Auckland                                     |                                                         |
| 18:00 (UTC+12)      | Girelli 87' | Reporte   |           | Asistencia: 30 889 espectadores Árbitra: Melissa Borjas | Asistencia: 30 889 espectadores Árbitra: Melissa Borjas |

| 28 de julio de 2023 | Argentina             | 2:2 (0:1) | Sudáfrica                   | Estadio de Dunedin, Dunedin                                |                                                            |
| 12:00 (UTC+12)      | Braun 74' · Núñez 79' | Reporte   | Motlhalo 30' · Kgatlana 66' | Asistencia: 8834 espectadores Árbitra: Anna-Marie Keighley | Asistencia: 8834 espectadores Árbitra: Anna-Marie Keighley |

| 29 de julio de 2023 | Suecia                                                               | 5:0 (3:0) | Italia | Estadio Regional, Wellington                           |                                                        |
| 19:30 (UTC+12)      | Ilestedt 39', 50' · Rolfö 44' · Blackstenius 45+1' · Blomqvist 90+5' | Reporte   |        | Asistencia: 29 143 espectadores Árbitra: Cheryl Foster | Asistencia: 29 143 espectadores Árbitra: Cheryl Foster |

| 2 de agosto de 2023 | Argentina | 0:2 (0:0) | Suecia                               | Estadio Waikato, Hamilton                                  |                                                            |
| 19:00 (UTC+12)      |           | Reporte   | Blomqvist 66' · Rubensson 90' (pen.) | Asistencia: 17 907 espectadores Árbitra: Salima Mukansanga | Asistencia: 17 907 espectadores Árbitra: Salima Mukansanga |

| 2 de agosto de 2023                                                                                    | Sudáfrica                                     | 3:2 (1:1) | Italia                 | Estadio Regional, Wellington                            |                                                         |
| 19:00 (UTC+12)                                                                                         | Orsi 32' (a.g.) · Magaia 67' · Kgatlana 90+2' | Reporte   | Caruso 11' (pen.), 74' | Asistencia: 14 967 espectadores Árbitra: María Carvajal | Asistencia: 14 967 espectadores Árbitra: María Carvajal |
| Primera victoria y primera clasificación de Sudáfrica a una segunda fase de una Copa Mundial Femenina. |                                               |           |                        |                                                         |                                                         |

### Grupo H
| Equipo        | Pts. | PJ | PG | PE | PP | GF | GC | Dif. |
| ------------- | ---- | -- | -- | -- | -- | -- | -- | ---- |
| Colombia      | 6    | 3  | 2  | 0  | 1  | 4  | 2  | 2    |
| Marruecos     | 6    | 3  | 2  | 0  | 1  | 2  | 6  | –4   |
| Alemania      | 4    | 3  | 1  | 1  | 1  | 8  | 3  | 5    |
| Corea del Sur | 1    | 3  | 0  | 1  | 2  | 1  | 4  | –3   |

| 24 de julio de 2023                                                      | Alemania                                                                              | 6:0 (2:0) | Marruecos | Estadio Rectangular, Melbourne                      |                                                     |
| 18:30 (UTC+10)                                                           | Popp 11', 39' · Bühl 46' · Aït El Haj 54' (a.g.) · Redouani 79' (a.g.) · Schüller 90' | Reporte   |           | Asistencia: 27 256 espectadores Árbitra: Tori Penso | Asistencia: 27 256 espectadores Árbitra: Tori Penso |
| Marruecos hizo su debut absoluto en una Copa Mundial Femenina de Fútbol. |                                                                                       |           |           |                                                     |                                                     |

| 25 de julio de 2023 | Colombia                      | 2:0 (2:0) | Corea del Sur | Estadio de Fútbol, Sídney                              |                                                        |
| 12:00 (UTC+10)      | Usme 30' (pen.) · Caicedo 39' | Reporte   |               | Asistencia: 24 323 espectadores Árbitra: Rebecca Welch | Asistencia: 24 323 espectadores Árbitra: Rebecca Welch |

| 30 de julio de 2023 | Corea del Sur | 0:1 (0:1) | Marruecos | Estadio Hindmarsh, Adelaida                                  |                                                              |
| 14:00 (UTC+9:30) |               | Reporte   | Jraïdi 6' | Asistencia: 12 886 espectadores Árbitra: Edina Alves Batista | Asistencia: 12 886 espectadores Árbitra: Edina Alves Batista |
| Primera victoria de Marruecos en la historia de los mundiales femeninos; además, Ibtissam Jraïdi convirtió el primer gol marroquí en una Copa del Mundo Femenina. |               |           |           |                                                              |                                                              |

| 30 de julio de 2023 | Alemania        | 1:2 (0:0) | Colombia                    | Estadio de Fútbol, Sídney                               |                                                         |
| 19:30 (UTC+10)      | Popp 89' (pen.) | Reporte   | Caicedo 52' · Vanegas 90+7' | Asistencia: 40 499 espectadores Árbitra: Melissa Borjas | Asistencia: 40 499 espectadores Árbitra: Melissa Borjas |

| 3 de agosto de 2023                                                                                  | Corea del Sur  | 1:1 (1:1) | Alemania | Estadio de Brisbane, Brisbane                                |                                                              |
| 20:00 (UTC+10)                                                                                       | Cho So-hyun 6' | Reporte   | Popp 42' | Asistencia: 38 945 espectadores Árbitra: Anna-Marie Keighley | Asistencia: 38 945 espectadores Árbitra: Anna-Marie Keighley |
| Primera vez que Alemania queda eliminada en la fase de grupos de la Copa Mundial Femenina de Fútbol. |                |           |          |                                                              |                                                              |

| 3 de agosto de 2023                                                                 | Marruecos     | 1:0 (1:0) | Colombia | Estadio Rectangular, Perth                                   |                                                              |
| 18:00 (UTC+8)                                                                       | Lahmari 45+4' | Reporte   |          | Asistencia: 17 342 espectadores Árbitra: Maria Sole Ferrieri | Asistencia: 17 342 espectadores Árbitra: Maria Sole Ferrieri |
| Primera clasificación de Marruecos a una segunda fase de una Copa Mundial Femenina. |               |           |          |                                                              |                                                              |

## Fase final

### Cuadro de desarrollo
|  | Octavos de final          | Octavos de final           |                            |       | Cuartos de final             | Cuartos de final             |                         |                         | Semifinales | Semifinales |  |  | Final | Final |
|  |                           |                            |                            |       |                              |                              |                         |                         |             |             |  |  |       |       |
|  | 5 de agosto – Auckland    |                            |                            |       |                              |                              |                         |                         |             |             |  |  |       |       |
|  |                           |                            |                            |       |                              |                              |                         |                         |             |             |  |  |       |       |
|  | Suiza                     | 1                          |                            |       |                              |                              |                         |                         |             |             |  |  |       |       |
|  | Suiza                     | 1                          | 11 de agosto – Wellington  |       |                              |                              |                         |                         |             |             |  |  |       |       |
|  | España                    | 5                          |                            |       |                              |                              |                         |                         |             |             |  |  |       |       |
|  | España                    | 5                          | España (t. s.)             | 2     |                              |                              |                         |                         |             |             |  |  |       |       |
|  | 6 de agosto – Sídney (EF) |                            | España (t. s.)             | 2     |                              |                              |                         |                         |             |             |  |  |       |       |
|  |                           | Países Bajos               | 1                          |       |                              |                              |                         |                         |             |             |  |  |       |       |
|  | Países Bajos              | Países Bajos               | 1                          | 2     |                              |                              |                         |                         |             |             |  |  |       |       |
|  | Países Bajos              |                            | 15 de agosto – Auckland    | 2     |                              |                              |                         |                         |             |             |  |  |       |       |
|  | Sudáfrica                 | 0                          |                            |       |                              |                              |                         |                         |             |             |  |  |       |       |
|  | Sudáfrica                 | 0                          | España                     | 2     |                              |                              |                         |                         |             |             |  |  |       |       |
|  | 5 de agosto – Wellington  |                            | España                     | 2     |                              |                              |                         |                         |             |             |  |  |       |       |
|  |                           | Suecia                     | 1                          |       |                              |                              |                         |                         |             |             |  |  |       |       |
|  | Japón                     | Suecia                     | 1                          | 3     |                              |                              |                         |                         |             |             |  |  |       |       |
|  | Japón                     | 11 de agosto – Auckland    |                            | 3     |                              |                              |                         |                         |             |             |  |  |       |       |
|  | Noruega                   | 1                          |                            |       |                              |                              |                         |                         |             |             |  |  |       |       |
|  | Noruega                   | 1                          | Japón                      | 1     |                              |                              |                         |                         |             |             |  |  |       |       |
|  | 6 de agosto – Melbourne   |                            | Japón                      | 1     |                              |                              |                         |                         |             |             |  |  |       |       |
|  |                           | Suecia                     | 2                          |       |                              |                              |                         |                         |             |             |  |  |       |       |
|  | Suecia (p.)               | Suecia                     | 2                          | 0 (5) |                              |                              |                         |                         |             |             |  |  |       |       |
|  | Suecia (p.)               |                            | 20 de agosto – Sídney (EA) | 0 (5) |                              |                              |                         |                         |             |             |  |  |       |       |
|  | Estados Unidos            | 0 (4)                      |                            |       |                              |                              |                         |                         |             |             |  |  |       |       |
|  | Estados Unidos            | 0 (4)                      | España                     | 1     |                              |                              |                         |                         |             |             |  |  |       |       |
|  | 7 de agosto – Sídney (EA) |                            | España                     | 1     |                              |                              |                         |                         |             |             |  |  |       |       |
|  |                           | Inglaterra                 | 0                          |       |                              |                              |                         |                         |             |             |  |  |       |       |
|  | Australia                 | Inglaterra                 | 0                          | 2     |                              |                              |                         |                         |             |             |  |  |       |       |
|  | Australia                 | 12 de agosto – Brisbane    |                            | 2     |                              |                              |                         |                         |             |             |  |  |       |       |
|  | Dinamarca                 | 0                          |                            |       |                              |                              |                         |                         |             |             |  |  |       |       |
|  | Dinamarca                 | 0                          | Australia (p.)             | 0 (7) |                              |                              |                         |                         |             |             |  |  |       |       |
|  | 8 de agosto – Adelaida    |                            | Australia (p.)             | 0 (7) |                              |                              |                         |                         |             |             |  |  |       |       |
|  |                           | Francia                    | 0 (6)                      |       |                              |                              |                         |                         |             |             |  |  |       |       |
|  | Francia                   | Francia                    | 0 (6)                      | 4     |                              |                              |                         |                         |             |             |  |  |       |       |
|  | Francia                   |                            | 16 de agosto – Sídney (EA) | 4     |                              |                              |                         |                         |             |             |  |  |       |       |
|  | Marruecos                 | 0                          |                            |       |                              |                              |                         |                         |             |             |  |  |       |       |
|  | Marruecos                 | 0                          | Australia                  | 1     |                              |                              |                         |                         |             |             |  |  |       |       |
|  | 7 de agosto – Brisbane    |                            | Australia                  | 1     |                              |                              |                         |                         |             |             |  |  |       |       |
|  |                           | Inglaterra                 | 3                          |       | Partido por el tercer puesto | Partido por el tercer puesto |                         |                         |             |             |  |  |       |       |
|  | Inglaterra (p.)           | Inglaterra                 | 3                          | 0 (4) | Partido por el tercer puesto | Partido por el tercer puesto |                         |                         |             |             |  |  |       |       |
|  | Inglaterra (p.)           | 12 de agosto – Sídney (EA) | 12 de agosto – Sídney (EA) | 0 (4) |                              |                              | 19 de agosto – Brisbane | 19 de agosto – Brisbane |             |             |  |  |       |       |
|  | Nigeria                   | 12 de agosto – Sídney (EA) | 12 de agosto – Sídney (EA) | 0 (2) |                              |                              | 19 de agosto – Brisbane | 19 de agosto – Brisbane |             |             |  |  |       |       |
|  | Nigeria                   | Inglaterra                 | 2                          | 0 (2) | Suecia                       | 2                            |                         |                         |             |             |  |  |       |       |
|  | 8 de agosto – Melbourne   | Inglaterra                 | 2                          |       | Suecia                       | 2                            |                         |                         |             |             |  |  |       |       |
|  |                           | Colombia                   | 1                          |       | Australia                    | 0                            |                         |                         |             |             |  |  |       |       |
|  | Colombia                  | Colombia                   | 1                          | 1     | Australia                    | 0                            |                         |                         |             |             |  |  |       |       |
|  | Colombia                  |                            |                            | 1     |                              |                              |                         |                         |             |             |  |  |       |       |
|  | Jamaica                   | 0                          |                            |       |                              |                              |                         |                         |             |             |  |  |       |       |
|  | Jamaica                   | 0                          |                            |       |                              |                              |                         |                         |             |             |  |  |       |       |

### Octavos de final
| 5 de agosto de 2023                                                                  | Suiza             | 1:5 (1:4) | España                                                   | Eden Park, Auckland                                    |                                                        |
| 17:00 (UTC+12)                                                                       | Codina 11' (a.g.) | Reporte   | Bonmatí 5', 36' · Redondo 17' · Codina 45' · Hermoso 70' | Asistencia: 43 217 espectadores Árbitra: Cheryl Foster | Asistencia: 43 217 espectadores Árbitra: Cheryl Foster |
| Primera clasificación de España a los cuartos de final de una Copa Mundial Femenina. |                   |           |                                                          |                                                        |                                                        |

| 5 de agosto de 2023 | Japón                                                 | 3:1 (1:1) | Noruega    | Estadio Regional, Wellington                                 |                                                              |
| 20:00 (UTC+12)      | Syrstad Engen 15' (a.g.) · Shimizu 50' · Miyazawa 81' | Reporte   | Reiten 20' | Asistencia: 33 042 espectadores Árbitra: Edina Alves Batista | Asistencia: 33 042 espectadores Árbitra: Edina Alves Batista |

| 6 de agosto de 2023 | Países Bajos               | 2:0 (1:0) | Sudáfrica | Estadio de Fútbol, Sídney                                  |                                                            |
| 12:00 (UTC+10)      | Roord 9' · Beerensteyn 68' | Reporte   |           | Asistencia: 40 233 espectadores Árbitra: Yoshimi Yamashita | Asistencia: 40 233 espectadores Árbitra: Yoshimi Yamashita |

| 6 de agosto de 2023 | Suecia                                                                 | 0:0 (t. s.)(5:4 p.)        | Estados Unidos                                               | Estadio Rectangular, Melbourne                              |                                                             |
| 19:00 (UTC+10) |                                                                        | Reporte                    |                                                              | Asistencia: 27 706 espectadores Árbitra: Stéphanie Frappart | Asistencia: 27 706 espectadores Árbitra: Stéphanie Frappart |
| |                                                                        | Tiros desde el punto penal |                                                              |                                                             |                                                             |
| | - Rolfö · Rubensson · Björn · Blomqvist · Bennison · Eriksson · Hurtig |                            | Sullivan · Horan · Mewis · Rapinoe · Smith · Naeher · O'Hara |                                                             |                                                             |
| Primera vez que Estados Unidos es eliminada en los octavos de final, rompiendo una racha de 8 clasificaciones consecutivas a semifinales en la historia de la Copa Mundial Femenina. |                                                                        |                            |                                                              |                                                             |                                                             |

| 7 de agosto de 2023 | Inglaterra                                   | 0:0 (t. s.)(4:2 p.)        | Nigeria                                 | Estadio de Brisbane, Brisbane                           |                                                         |
| 17:30 (UTC+10)      |                                              | Reporte                    |                                         | Asistencia: 49 461 espectadores Árbitra: Melissa Borjas | Asistencia: 49 461 espectadores Árbitra: Melissa Borjas |
|                     |                                              | Tiros desde el punto penal |                                         |                                                         |                                                         |
|                     | Stanway · England · Daly · Greenwood · Kelly |                            | Oparanozie · Alozie · Ajibade · Ucheibe |                                                         |                                                         |

| 7 de agosto de 2023 | Australia            | 2:0 (1:0) | Dinamarca | Estadio de Australia, Sídney                           |                                                        |
| 20:30 (UTC+10)      | Foord 29' · Raso 70' | Reporte   |           | Asistencia: 75 784 espectadores Árbitra: Rebecca Welch | Asistencia: 75 784 espectadores Árbitra: Rebecca Welch |

| 8 de agosto de 2023                                                                    | Colombia | 1:0 (0:0) | Jamaica | Estadio Rectangular, Melbourne                         |                                                        |
| 18:00 (UTC+10)                                                                         | Usme 51' | Reporte   |         | Asistencia: 27 706 espectadores Árbitra: Kate Jacewicz | Asistencia: 27 706 espectadores Árbitra: Kate Jacewicz |
| Primera clasificación de Colombia a los cuartos de final de una Copa Mundial Femenina. |          |           |         |                                                        |                                                        |

| 8 de agosto de 2023 | Francia                                   | 4:0 (3:0) | Marruecos | Estadio Hindmarsh, Adelaida                         |                                                     |
| 20:30 (UTC+9:30)    | Diani 15' · Dali 20' · Le Sommer 23', 70' | Reporte   |           | Asistencia: 13 557 espectadores Árbitra: Tori Penso | Asistencia: 13 557 espectadores Árbitra: Tori Penso |

### Cuartos de final
| 11 de agosto de 2023                                                       | España                                 | 2:1 (1:1, 0:0) (t. s.) | Países Bajos        | Estadio Regional, Wellington                                |                                                             |
| 13:00 (UTC+12)                                                             | Caldentey 81' (pen.) · Paralluelo 111' | Reporte                | Van der Gragt 90+1' | Asistencia: 32 021 espectadores Árbitra: Stéphanie Frappart | Asistencia: 32 021 espectadores Árbitra: Stéphanie Frappart |
| Primera clasificación de España a semifinales en la Copa Mundial Femenina. |                                        |                        |                     |                                                             |                                                             |

| 11 de agosto de 2023 | Japón       | 1:2 (0:1) | Suecia                             | Eden Park, Auckland                                     |                                                         |
| 19:30 (UTC+12)       | Hayashi 87' | Reporte   | Ilestedt 32' · Angeldal 51' (pen.) | Asistencia: 43 217 espectadores Árbitra: Esther Staubli | Asistencia: 43 217 espectadores Árbitra: Esther Staubli |

| 12 de agosto de 2023                                                          | Australia                                                                          | 0:0 (t. s.)(7:6 p.)        | Francia                                                                                    | Estadio de Brisbane, Brisbane                           |                                                         |
| 17:00 (UTC+10)                                                                |                                                                                    | Reporte                    |                                                                                            | Asistencia: 49 461 espectadores Árbitra: María Carvajal | Asistencia: 49 461 espectadores Árbitra: María Carvajal |
|                                                                               |                                                                                    | Tiros desde el punto penal |                                                                                            |                                                         |                                                         |
|                                                                               | Foord · Catley · Kerr · Fowler · Arnold · Gorry · Yallop · Carpenter · Hunt · Vine |                            | Bacha · Diani · Renard · Le Sommer · Périsset · Geyoro · Karchaoui · Lakrar · Dali · Becho |                                                         |                                                         |
| Primera clasificación de Australia a semifinales en la Copa Mundial Femenina. |                                                                                    |                            |                                                                                            |                                                         |                                                         |

| 12 de agosto de 2023 | Inglaterra             | 2:1 (1:1) | Colombia   | Estadio de Australia, Sídney                                |                                                             |
| 20:30 (UTC+10)       | Hemp 45+7' · Russo 63' | Reporte   | Santos 44' | Asistencia: 75 784 espectadores Árbitra: Ekaterina Koroleva | Asistencia: 75 784 espectadores Árbitra: Ekaterina Koroleva |

### Semifinales
| 15 de agosto de 2023                                                     | España                       | 2:1 (0:0) | Suecia        | Eden Park, Auckland                                          |                                                              |
| 20:00 (UTC+12)                                                           | Paralluelo 81' · Carmona 89' | Reporte   | Blomqvist 88' | Asistencia: 43 217 espectadores Árbitra: Edina Alves Batista | Asistencia: 43 217 espectadores Árbitra: Edina Alves Batista |
| Primera clasificación de España a una final en la Copa Mundial Femenina. |                              |           |               |                                                              |                                                              |

| 16 de agosto de 2023                                                         | Australia | 1:3 (0:1) | Inglaterra                       | Estadio de Australia, Sídney                        |                                                     |
| 20:00 (UTC+10)                                                               | Kerr 63'  | Reporte   | Toone 36' · Hemp 71' · Russo 86' | Asistencia: 75 784 espectadores Árbitra: Tori Penso | Asistencia: 75 784 espectadores Árbitra: Tori Penso |
| Primera clasificación de Inglaterra a una final en la Copa Mundial Femenina. |           |           |                                  |                                                     |                                                     |

### Tercer puesto
| 19 de agosto de 2023 | Suecia                         | 2:0 (1:0) | Australia | Estadio de Brisbane, Brisbane                          |                                                        |
| 18:00 (UTC+10)       | Rolfö 30' (pen.) · Asllani 62' | Reporte   |           | Asistencia: 49 461 espectadores Árbitra: Cheryl Foster | Asistencia: 49 461 espectadores Árbitra: Cheryl Foster |

### Final
| 20 de agosto de 2023 | España      | 1:0 (1:0) | Inglaterra | Estadio de Australia, Sídney                        |                                                     |
| 20:00 (UTC+10) | Carmona 29' | Reporte   |            | Asistencia: 75 784 espectadores Árbitra: Tori Penso | Asistencia: 75 784 espectadores Árbitra: Tori Penso |
| España es la segunda selección en ser campeón habiendo perdido un partido. España es la segunda selección en ganar ambos mundiales, tanto masculino como femenino. España se convierte en el segundo país en ganar las 3 Copas Mundiales Femeninas de la FIFA: Sub-17, Sub-20 y absoluta. |             |           |            |                                                     |                                                     |

|                            |
| Bandera de España          |
| Campeón España 1.er título |

## Estadísticas

### Tabla general
| Pos. | Equipo         | Pts. | PJ | PG | PE | PP | GF | GC | Dif. | Rend.   |
| ---- | -------------- | ---- | -- | -- | -- | -- | -- | -- | ---- | ------- |
| 1    | España         | 18   | 7  | 6  | 0  | 1  | 18 | 7  | 11   | 85,71 % |
| 2    | Inglaterra     | 16   | 7  | 5  | 1  | 1  | 13 | 4  | 9    | 76,27 % |
| 3    | Suecia         | 16   | 7  | 5  | 1  | 1  | 14 | 4  | 10   | 76,27 % |
| 4    | Australia      | 10   | 7  | 3  | 1  | 3  | 10 | 8  | 2    | 47,67 % |
| 5    | Japón          | 12   | 5  | 4  | 0  | 1  | 15 | 3  | 12   | 80 %    |
| 6    | Francia        | 11   | 5  | 3  | 2  | 0  | 12 | 4  | 8    | 73,33 % |
| 7    | Países Bajos   | 10   | 5  | 3  | 1  | 1  | 12 | 3  | 9    | 66,67 % |
| 8    | Colombia       | 9    | 5  | 3  | 0  | 2  | 6  | 4  | 2    | 60 %    |
| 9    | Estados Unidos | 6    | 4  | 1  | 3  | 0  | 4  | 1  | 3    | 50 %    |
| 10   | Nigeria        | 6    | 4  | 1  | 3  | 0  | 3  | 2  | 1    | 50 %    |
| 11   | Dinamarca      | 6    | 4  | 2  | 0  | 2  | 3  | 3  | 0    | 50 %    |
| 12   | Marruecos      | 6    | 4  | 2  | 0  | 2  | 2  | 10 | –8   | 50 %    |
| 13   | Jamaica        | 5    | 4  | 1  | 2  | 1  | 1  | 1  | 0    | 41,67 % |
| 14   | Suiza          | 5    | 4  | 1  | 2  | 1  | 3  | 5  | –2   | 41,67 % |
| 15   | Noruega        | 4    | 4  | 1  | 1  | 2  | 7  | 4  | 3    | 33,33 % |
| 16   | Sudáfrica      | 4    | 4  | 1  | 1  | 2  | 6  | 8  | –2   | 33,33 % |
| 17   | Alemania       | 4    | 3  | 1  | 1  | 1  | 8  | 3  | 5    | 44,44 % |
| 18   | Brasil         | 4    | 3  | 1  | 1  | 1  | 5  | 2  | 3    | 44,44 % |
| 19   | Portugal       | 4    | 3  | 1  | 1  | 1  | 2  | 1  | 1    | 44,44 % |
| 20   | Nueva Zelanda  | 4    | 3  | 1  | 1  | 1  | 1  | 1  | 0    | 44,44 % |
| 21   | Canadá         | 4    | 3  | 1  | 1  | 1  | 2  | 5  | –3   | 44,44 % |
| 22   | Italia         | 3    | 3  | 1  | 0  | 2  | 3  | 8  | –5   | 33,33 % |
| 23   | China          | 3    | 3  | 1  | 0  | 2  | 2  | 7  | –5   | 33,33 % |
| 24   | Filipinas      | 3    | 3  | 1  | 0  | 2  | 1  | 8  | –7   | 33,33 % |
| 25   | Zambia         | 3    | 3  | 1  | 0  | 2  | 3  | 11 | –8   | 33,33 % |
| 26   | Irlanda        | 1    | 3  | 0  | 1  | 2  | 1  | 3  | –2   | 11,11 % |
| 27   | Argentina      | 1    | 3  | 0  | 1  | 2  | 2  | 5  | –3   | 11,11 % |
| 28   | Corea del Sur  | 1    | 3  | 0  | 1  | 2  | 1  | 4  | –3   | 11,11 % |
| 29   | Haití          | 0    | 3  | 0  | 0  | 3  | 0  | 4  | –4   | 0 %     |
| 30   | Costa Rica     | 0    | 3  | 0  | 0  | 3  | 1  | 8  | –7   | 0 %     |
| 31   | Panamá         | 0    | 3  | 0  | 0  | 3  | 3  | 11 | –8   | 0 %     |
| 32   | Vietnam        | 0    | 3  | 0  | 0  | 3  | 0  | 12 | –12  | 0 %     |

### Goleadoras
| Jugadora               | Equipo         | Goles |
| ---------------------- | -------------- | ----- |
| Hinata Miyazawa        | Japón          | 5     |
| Kadidiatou Diani       | Francia        | 4     |
| Alexandra Popp         | Alemania       | 4     |
| Jill Roord             | Países Bajos   | 4     |
| Amanda Ilestedt        | Suecia         | 4     |
| Lauren James           | Inglaterra     | 3     |
| Aitana Bonmatí         | España         | 3     |
| Jennifer Hermoso       | España         | 3     |
| Ary Borges             | Brasil         | 3     |
| Lauren Hemp            | Inglaterra     | 3     |
| Alba Redondo           | España         | 3     |
| Rebecka Blomqvist      | Suecia         | 3     |
| Eugénie Le Sommer      | Francia        | 3     |
| Hayley Raso            | Australia      | 3     |
| Fridolina Rolfö        | Suecia         | 3     |
| Sophie Román Haug      | Noruega        | 3     |
| Alessia Russo          | Inglaterra     | 3     |
| Mina Tanaka            | Japón          | 2     |
| Thembi Kgatlana        | Sudáfrica      | 2     |
| Linda Caicedo          | Colombia       | 2     |
| Stefanie van der Gragt | Países Bajos   | 2     |
| Riko Ueki              | Japón          | 2     |
| Hildah Magaia          | Sudáfrica      | 2     |
| Guro Reiten            | Noruega        | 2     |
| Sophia Smith           | Estados Unidos | 2     |
| Esmee Brugts           | Países Bajos   | 2     |
| Olga Carmona           | España         | 2     |
| Arianna Caruso         | Italia         | 2     |
| Steph Catley           | Australia      | 2     |
| Lindsey Horan          | Estados Unidos | 2     |
| Salma Paralluelo       | España         | 2     |
| Catalina Usme          | Colombia       | 2     |
| Wang Shuang            | China          | 2     |

| Klara Bühl             | Alemania      | 1 |
| Lea Schüller           | Alemania      | 1 |
| Sophia Braun           | Argentina     | 1 |
| Romina Núñez           | Argentina     | 1 |
| Emily van Egmond       | Australia     | 1 |
| Caitlin Foord          | Australia     | 1 |
| Mary Fowler            | Australia     | 1 |
| Alanna Kennedy         | Australia     | 1 |
| Sam Kerr               | Australia     | 1 |
| Bia Zaneratto          | Brasil        | 1 |
| Debinha                | Brasil        | 1 |
| Adriana Leon           | Canadá        | 1 |
| Leicy Santos           | Colombia      | 1 |
| Manuela Vanegas        | Colombia      | 1 |
| Cho So-hyun            | Corea del Sur | 1 |
| Melissa Herrera        | Costa Rica    | 1 |
| Pernille Harder        | Dinamarca     | 1 |
| Sanne Troelsgaard      | Dinamarca     | 1 |
| Amalie Vangsgaard      | Dinamarca     | 1 |
| Teresa Abelleira       | España        | 1 |
| Mariona Caldentey      | España        | 1 |
| Laia Codina            | España        | 1 |
| Esther González        | España        | 1 |
| Sarina Bolden          | Filipinas     | 1 |
| Vicki Becho            | Francia       | 1 |
| Kenza Dali             | Francia       | 1 |
| Maëlle Lakrar          | Francia       | 1 |
| Léa Le Garrec          | Francia       | 1 |
| Wendie Renard          | Francia       | 1 |
| Rachel Daly            | Inglaterra    | 1 |
| Chloe Kelly            | Inglaterra    | 1 |
| Georgia Stanway        | Inglaterra    | 1 |
| Ella Toone             | Inglaterra    | 1 |
| Katie McCabe           | Irlanda       | 1 |
| Cristiana Girelli      | Italia        | 1 |
| Allyson Swaby          | Jamaica       | 1 |
| Jun Endō               | Japón         | 1 |
| Aoba Fujino            | Japón         | 1 |
| Honoka Hayashi         | Japón         | 1 |
| Hikaru Naomoto         | Japón         | 1 |
| Risa Shimizu           | Japón         | 1 |
| Ibtissam Jraïdi        | Marruecos     | 1 |
| Anissa Lahmari         | Marruecos     | 1 |
| Uchenna Kanu           | Nigeria       | 1 |
| Osinachi Ohale         | Nigeria       | 1 |
| Asisat Oshoala         | Nigeria       | 1 |
| Caroline Graham Hansen | Noruega       | 1 |
| Hannah Wilkinson       | Nueva Zelanda | 1 |
| Lineth Beerensteyn     | Países Bajos  | 1 |
| Daniëlle van de Donk   | Países Bajos  | 1 |
| Lieke Martens          | Países Bajos  | 1 |
| Katja Snoeijs          | Países Bajos  | 1 |
| Lineth Cedeño          | Panamá        | 1 |
| Marta Cox              | Panamá        | 1 |
| Yomira Pinzón          | Panamá        | 1 |
| Telma Encarnação       | Portugal      | 1 |
| Kika Nazareth          | Portugal      | 1 |
| Linda Motlhalo         | Sudáfrica     | 1 |
| Filippa Angeldal       | Suecia        | 1 |
| Kosovare Asllani       | Suecia        | 1 |
| Stina Blackstenius     | Suecia        | 1 |
| Elin Rubensson         | Suecia        | 1 |
| Ramona Bachmann        | Suiza         | 1 |
| Seraina Piubel         | Suiza         | 1 |
| Barbra Banda           | Zambia        | 1 |
| Racheal Kundananji     | Zambia        | 1 |
| Lushomo Mweemba        | Zambia        | 1 |

### Asistencias
| Jugadora         | Equipo       | Asis. | Min. |
| ---------------- | ------------ | ----- | ---- |
| Mina Tanaka      | Japón        | 3     | 268  |
| Lauren James     | Inglaterra   | 3     | 331  |
| Kadidiatou Diani | Francia      | 3     | 448  |
| Sofia Jakobsson  | Suecia       | 2     | 137  |
| Eva Navarro      | España       | 2     | 140  |
| Vilde Bøe Risa   | Noruega      | 2     | 256  |
| Jun Endō         | Japón        | 2     | 295  |
| Selma Bacha      | Francia      | 2     | 345  |
| Thembi Kgatlana  | Sudáfrica    | 2     | 352  |
| Aoba Fujino      | Japón        | 2     | 359  |
| Victoria Pelova  | Países Bajos | 2     | 428  |
| Lieke Martens    | Países Bajos | 2     | 479  |
| Jonna Andersson  | Suecia       | 2     | 570  |
| Aitana Bonmatí   | España       | 2     | 582  |
| Jennifer Hermoso | España       | 2     | 646  |
| Caitlin Foord    | Australia    | 2     | 659  |

| Klara Bühl              | Alemania       | 1 |
| Kathrin Hendrich        | Alemania       | 1 |
| Svenja Huth             | Alemania       | 1 |
| Yamila Rodríguez        | Argentina      | 1 |
| Kyra Cooney-Cross       | Australia      | 1 |
| Emily van Egmond        | Australia      | 1 |
| Mary Fowler             | Australia      | 1 |
| Katrina Gorry           | Australia      | 1 |
| Ary Borges              | Brasil         | 1 |
| Debinha                 | Brasil         | 1 |
| Geyse                   | Brasil         | 1 |
| Sophie Schmidt          | Canadá         | 1 |
| Linda Caicedo           | Colombia       | 1 |
| Jorelyn Carabalí        | Colombia       | 1 |
| Ana María Guzmán        | Colombia       | 1 |
| Leicy Santos            | Colombia       | 1 |
| Lee Young-ju            | Corea del Sur  | 1 |
| Valeria del Campo       | Costa Rica     | 1 |
| Mille Gejl              | Dinamarca      | 1 |
| Pernille Harder         | Dinamarca      | 1 |
| Teresa Abelleira        | España         | 1 |
| Ona Batlle              | España         | 1 |
| Mariona Caldentey       | España         | 1 |
| Alexia Putellas         | España         | 1 |
| Alba Redondo            | España         | 1 |
| Rose Lavelle            | Estados Unidos | 1 |
| Alex Morgan             | Estados Unidos | 1 |
| Sophia Smith            | Estados Unidos | 1 |
| Sara Eggesvik           | Filipinas      | 1 |
| Vicki Becho             | Francia        | 1 |
| Sakina Karchaoui        | Francia        | 1 |
| Millie Bright           | Inglaterra     | 1 |
| Jess Carter             | Inglaterra     | 1 |
| Laura Coombs            | Inglaterra     | 1 |
| Rachel Daly             | Inglaterra     | 1 |
| Alex Greenwood          | Inglaterra     | 1 |
| Lauren Hemp             | Inglaterra     | 1 |
| Lisa Boattin            | Italia         | 1 |
| Cristiana Girelli       | Italia         | 1 |
| Trudi Carter            | Jamaica        | 1 |
| Yui Hasegawa            | Japón          | 1 |
| Hinata Miyazawa         | Japón          | 1 |
| Miyabi Moriya           | Japón          | 1 |
| Riko Ueki               | Japón          | 1 |
| Hanane Aït El Haj       | Marruecos      | 1 |
| Sakina Ouzraoui Diki    | Marruecos      | 1 |
| Thea Bjelde             | Noruega        | 1 |
| Guro Reiten             | Noruega        | 1 |
| Jacqui Hand             | Nueva Zelanda  | 1 |
| Daniëlle van de Donk    | Países Bajos   | 1 |
| Stefanie van der Gragt  | Países Bajos   | 1 |
| Dominique Janssen       | Países Bajos   | 1 |
| Sherida Spitse          | Países Bajos   | 1 |
| Lúcia Alves             | Portugal       | 1 |
| Telma Encarnação        | Portugal       | 1 |
| Hildah Magaia           | Sudáfrica      | 1 |
| Jermaine Seoposenwe     | Sudáfrica      | 1 |
| Kosovare Asllani        | Suecia         | 1 |
| Stina Blackstenius      | Suecia         | 1 |
| Lina Hurtig             | Suecia         | 1 |
| Johanna Rytting Kaneryd | Suecia         | 1 |
| Barbra Banda            | Zambia         | 1 |

### Autogoles
| Jugadora             | Selección  | Rival     | Goles |
| -------------------- | ---------- | --------- | ----- |
| Valeria del Campo    | Costa Rica | España    | 1     |
| Hanane Aït El Haj    | Marruecos  | Alemania  | 1     |
| Zineb Redouani       | Marruecos  | Alemania  | 1     |
| Megan Connolly       | Irlanda    | Canadá    | 1     |
| Alicia Barker        | Filipinas  | Noruega   | 1     |
| Benedetta Orsi       | Italia     | Sudáfrica | 1     |
| Laia Codina          | España     | Suiza     | 1     |
| Ingrid Syrstad Engen | Noruega    | Japón     | 1     |

### Jugadoras con tres o más goles en un partido
| Jugadora          | Goles | Fecha               | Local   | Resultado | Visita    | Reporte |
| ----------------- | ----- | ------------------- | ------- | --------- | --------- | ------- |
| Ary Borges        | 3     | 24 de julio de 2023 | Brasil  | 4-0       | Panamá    | Grupo F |
| Sophie Román Haug | 3     | 30 de julio de 2023 | Noruega | 6-0       | Filipinas | Grupo A |
| Kadidiatou Diani  | 3     | 2 de agosto de 2023 | Panamá  | 3-6       | Francia   | Grupo F |

## Premios y reconocimientos

### Jugadora del partido
| Fase de grupos - Fecha 1 | Fase de grupos - Fecha 1 | Fase de grupos - Fecha 2 | Fase de grupos - Fecha 2 | Fase de grupos - Fecha 3 | Fase de grupos - Fecha 3 | Fase de eliminatorias | Fase de eliminatorias |
| Jugadora                 | Partido                  | Jugadora                 | Partido                  | Jugadora                 | Partido                  | Jugadora              | Partido               |
| ------------------------ | ------------------------ | ------------------------ | ------------------------ | ------------------------ | ------------------------ | --------------------- | --------------------- |
| Hannah Wilkinson         | 1:0                      | Olivia McDaniel          | 0:1                      | Ana-Maria Crnogorčević   | 0:0                      | Aitana Bonmatí        | 1:5                   |
| Steph Catley             | 1:0                      | Gaëlle Thalmann          | 0:0                      | Sophie Román Haug        | 6:0                      | Hinata Miyazawa       | 3:1                   |
| Chiamaka Nnadozie        | 0:0                      | Hikaru Naomoto           | 2:0                      | Hinata Miyazawa          | 4:0                      | Daphne van Domselaar  | 2:0                   |
| Ramona Bachmann          | 0:2                      | Jennifer Hermoso         | 5:0                      | Barbra Banda             | 1:3                      | Zećira Mušović        | 0:0 (5:4)             |
| Aitana Bonmatí           | 3:0                      | Katie McCabe             | 2:1                      | Hayley Raso              | 0:4                      | Mary Earps            | 0:0 (4:2)             |
| Sophia Smith             | 3:0                      | Jill Roord               | 1:1                      | Courtney Brosnan         | 0:0                      | Caitlin Foord         | 2:0                   |
| Hinata Miyazawa          | 0:5                      | Telma Encarnação         | 2:0                      | Alex Morgan              | 0:0                      | Catalina Usme         | 1:0                   |
| Georgia Stanway          | 1:0                      | Osinachi Ohale           | 2:3                      | Esmee Brugts             | 0:7                      | Kadidiatou Diani      | 4:0                   |
| Amalie Vangsgaard        | 1:0                      | Thembi Kgatlana          | 2:2                      | Lauren James             | 1:6                      | Salma Paralluelo      | 2:1                   |
| Amanda Ilestedt          | 2:1                      | Lauren James             | 1:0                      | Pernille Harder          | 0:2                      | Amanda Ilestedt       | 1:2                   |
| Stefanie van der Gragt   | 1:0                      | Wang Shuang              | 1:0                      | Rebecka Blomqvist        | 0:2                      | Mackenzie Arnold      | 0:0 (7:6)             |
| Deneisha Blackwood       | 0:0                      | Amanda Ilestedt          | 5:0                      | Hildah Magaia            | 3:2                      | Alessia Russo         | 2:1                   |
| Cristiana Girelli        | 1:0                      | Eugénie Le Sommer        | 2:1                      | Kadidiatou Diani         | 3:6                      | Salma Paralluelo      | 2:1                   |
| Alexandra Popp           | 6:0                      | Allyson Swaby            | 0:1                      | Rebecca Spencer          | 0:0                      | Lauren Hemp           | 1:3                   |
| Ary Borges               | 4:0                      | Ibtissam Jraïdi          | 0:1                      | Alexandra Popp           | 1:1                      | Fridolina Rolfö       | 2:0                   |
| Linda Caicedo            | 2:0                      | Linda Caicedo            | 1:2                      | Anissa Lahmari           | 1:0                      | Olga Carmona          | 1:0                   |

### Balón de Oro
| Premio          |  | Jugadora         | Equipo |
| --------------- |  | ---------------- | ------ |
| Balón de Oro    |  | Aitana Bonmatí   | España |
| Balón de Plata  |  | Jennifer Hermoso | España |
| Balón de Bronce |  | Amanda Ilestedt  | Suecia |

### Premio a la mejor jugadora joven del torneo
| Premio                           |  | Jugadora         | Equipo |
| -------------------------------- |  | ---------------- | ------ |
| Premio a la mejor jugadora joven |  | Salma Paralluelo | España |

### Bota de Oro
| Premio         |  | Jugador          | Equipo   | Goles | Asistencias |
| -------------- |  | ---------------- | -------- | ----- | ----------- |
| Bota de Oro    |  | Hinata Miyazawa  | Japón    | 5     | 1           |
| Bota de Plata  |  | Kadidiatou Diani | Francia  | 4     | 3           |
| Bota de Bronce |  | Alexandra Popp   | Alemania | 4     | 0           |

### Mejor portera
| Premio        |  | Jugadora   | Equipo     |
| ------------- |  | ---------- | ---------- |
| Guante de Oro |  | Mary Earps | Inglaterra |

### Juego limpio
| Premio                            | Equipo |
| --------------------------------- | ------ |
| Premio al Juego Limpio de la FIFA | Japón  |